# Nieuwkerken-Waas
Nieuwkerken-Waas è una frazione della città belga di Sint-Niklaas, nella regione fiamminga del Waasland, tra le Fiandre Orientali e la provincia di Anversa.
Ha costituito un comune autonomo fino al 1º gennaio 1977.